# Zbraslavec
Zbraslavec (in tedesco Braslawetz) è un comune della Repubblica Ceca facente parte del distretto di Blansko, in Moravia Meridionale.